# Open de Nice Côte d'Azur 2014
L'Open de Nice Côte d'Azur 2014  è stata la 29ª edizione del torneo ATP Nizza. Fa parte dell'ATP World Tour 250 series nell'ambito dell'ATP World Tour 2014. Il torneo si è giocato sulla terra rossa del Nice Lawn Tennis Club in Francia, dal 18 al 24 maggio 2014.

## Partecipanti ATP

### Teste di serie
| Nazione     | Giocatore        | Ranking* | Testa di serie |
| ----------- | ---------------- | -------- | -------------- |
| Canada      | Milos Raonic     | 10       | 1              |
| Stati Uniti | John Isner       | 11       | 2              |
| Lettonia    | Ernests Gulbis   | 17       | 3              |
| Francia     | Gaël Monfils     | 24       | 4              |
| Francia     | Gilles Simon     | 30       | 5              |
| Canada      | Vasek Pospisil   | 32       | 6              |
| Russia      | Dmitrij Tursunov | 33       | 7              |
| Francia     | Benoît Paire     | 35       | 8              |

* Le teste di serie sono basate sul ranking del 12 maggio 2014.

### Altri partecipanti
I seguenti giocatori hanno ricevuto una wild card per il tabellone principale: 
- Borna Ćorić
- Gaël Monfils
- Dominic Thiem

I seguenti giocatori sono passati dalle qualificazioni:

- Martin Vaisse
- Leonardo Mayer
- Jack Sock
- Lucas Pouille

## Campioni

### Singolare maschile
Ernests Gulbis ha sconfitto in finale  Federico Delbonis per 6-4, 7–6(5).
- È il sesto titolo in carriera per Gulbis, il secondo del 2014.

### Doppio maschile
Martin Kližan /  Philipp Oswald hanno sconfitto in finale  Rohan Bopanna /  Aisam-ul-Haq Qureshi per 6-2, 6-0.